# Association sportive de Saint-Rémy
L'Association Sportive de Saint-Rémy est un ancien club de football féminin français basé à Saint-Rémy-de-Provence et aujourd'hui disparu.
Les Saint-Rémoises ont évolué deux saisons en première division entre 1986 et 1988.
Le club comprend également une section masculine, toujours en activité, mais qui n'a jamais joué au niveau national.
Elle joue à ce jour en DHR (niveau régional).
Le président actuel est Raoul Peyrot.

## Palmarès
Le tableau suivant liste le palmarès du club dans les différentes compétitions officielles au niveau national et régional.
| Compétitions régionales     | Équipes de jeunes              |
| Votre aide est la bienvenue | U15 : Excellence U15 : Honneur |

## Bilan saison par saison
Le tableau suivant retrace le parcours du club depuis la création du championnat de Division 1 en 1974.
| Édition   | Division 1  | Divisions Régionales |
| 1974-1986 | -           | …                    |
| 1986-1987 | 5e (Gr. C)  | -                    |
| 1987-1988 | 10e (Gr. B) | -                    |
| 1988-.... | -           | …                    |